# Toy Shop Boys
Toy Shop Boys (яп. トイショップボーイズ) — видеоигра жанра Scrolling shooters, разработанная компанией Mutech и выпущенная компанией Victor Interactive Software 14 декабря 1990 года эксклюзивно для игровой консоли PC Engine. В Европе и США игра не переиздавалась и продолжений не имеет.

## Сюжет
Сюжет игры сводится к тому, что у трёх друзей — владельцев магазина игрушек, злодей по имени Гамма (англ. Gamma) похитил все их игрушки и намеревается следующим шагом уничтожить самих приятелей. Друзьям не остаётся ничего другого, как самим отправиться на поиски украденного и сразиться со злодеем Гаммой.

## Геймплей
Toy Shop Boys представляет собой типичный двухмерный шутер с вертикальным скроллингом (scrolling shooter), выполненный в мультипликационном стиле и геймплеем напоминающий такие игры, как TwinBee или Sapo Xule: S.O.S. Lagoa Poluida. Игрок, управляя тремя друзьями (летящими без помощи каких-то приспособлений), должен пройти ряд уровней, уничтожая встречающихся на пути врагов и уворачиваясь от ответных выстрелов и столкновений.

Кадр из первого уровня игры

Владельцы разорённого магазина игрушек летят дружной тройкой — один впереди и двое позади, рядом друг с другом. Каждый из них обладает уникальным оружием, один — стреляет огненными зарядами, второй — бумерангами, третий — крутит неким подобием лазерного меча. У каждого оружия есть свои плюсы и минусы: бумеранги сами наводятся на цель, зато наносят наименьший ущерб, огненные заряды — более мощное оружие, но стреляет только прямо перед собой, а меч имеет минимальный радиус поражения, зато способен уничтожать любые выстрелы неприятеля (пули, лазерные лучи, ракеты и т.п) и наносит максимальный ущерб.
Если тройка друзей пропускает вражеский выстрел или сталкивается с кем-то из врагов — теряется игровая жизнь и текущий уровень приходится проходить заново. Кроме того, пропадают все накопленные бонусы — улучшенное оружие и повышенная скорость главных героев. Для улучшения оружия и скорости необходимо собирать особые бонусные предметы, выпадающие из некоторых врагов или из разбросанных по уровням повязанных бантиком коробок. Кроме улучшенного оружия и скорости таким образом можно добыть специальный щит, выдерживающий два попадания. Все враги в игре являются сильно увеличенными в размерах игрушками — пластиковые солдатики, игрушечные танки и самолёты, резиновые уточки, мячи и т. п.
Всего игра состоит из шести этапов, не имеющих собственных названий. В конце каждого из первых пяти уровней игроку предстоит встреча с «боссом» — особенно сильным противником. Как и остальные враги, «боссы» представляют собой увеличенные игрушки — гоночные машинки, плюшевый мишка и т. п. В последнем уровне игрок должен по очереди сразиться с каждым из «боссов» предыдущих этапов, а под конец — с главным антагонистом игры.

## Критика
- В немецком игровом журнале Play Time[нем.] в июньском выпуске 1991 года игра получила весьма высокую оценку 95 %, в том числе 92 % за графическое оформление, 83 % за музыку и звуковые эффекты, 78 % за геймплей и 95 % за соответствие качества игры её цене. По мнению рецензента журнала, ничем особенным игра от других представителей жанра не отличается. При этом положительно были оценены как графическое оформление игры, так и музыкальное сопровождение и звуковые эффекты[2].

## Создатели
Компания-разработчик Toy Shop Boys — Mutech, в период с 1989 по 1994 годы выпустила около 10 различных игр для приставки PC Engine и её CD-дополнения TurboGrafx-CD. Среди других работ компании — Kagami no Kuni no Legend (1989 год), Madouou Granzort (1990 год), Cobra II: Densetsu no Otoko (1991 год), Lodoss Tou Senki (1992 год), Battle Lode Runner (1993 год) и Fatal Fury Special (версия для TurboGrafx-CD, 1994 год). Все эти игры, кроме Kagami no Kuni no Legend (издатель Victor Interactive Software), были изданы компанией Hudson.
Издатель Toy Shop Boys — японская компания Victor Interactive Software (с 2003 года — часть компании Marvelous Entertainment) с 1986 по 2003 год разработала и издала большое количество видеоигр для различных приставок и портативных консолей. Среди самых известных продуктов компании — видеоигры серии Harvest Moon и Reel Fishing, а также игры Tomb Raider и Tomb Raider II (японские релизы для Playstation), Vampire Hunter D (2001 год), Sorcerian (Dreamcast, 2000 год), Novastorm (1995 год), Time Cop (SNES, 1995 год), MechWarrior (японский релиз, 1993 год), Choplifter II (1991 год) и другие.